# Michael Buchheim
Michael Buchheim (ur. 12 października 1949 w Schmölln) – niemiecki strzelec sportowy. Brązowy medalista olimpijski z Monachium.
Reprezentował barwy NRD. Zawody w 1972 były jego jedynymi igrzyskami olimpijskimi. Medal wywalczył w konkurencji skeet. W drużynie wywalczył złoto mistrzostw świata w 1975 i srebro w 1971. W mistrzostwach Europy w 1971 zdobył srebro w drużynie. Jego syn Ralf także był olimpijczykiem.